# Războaiele carliste

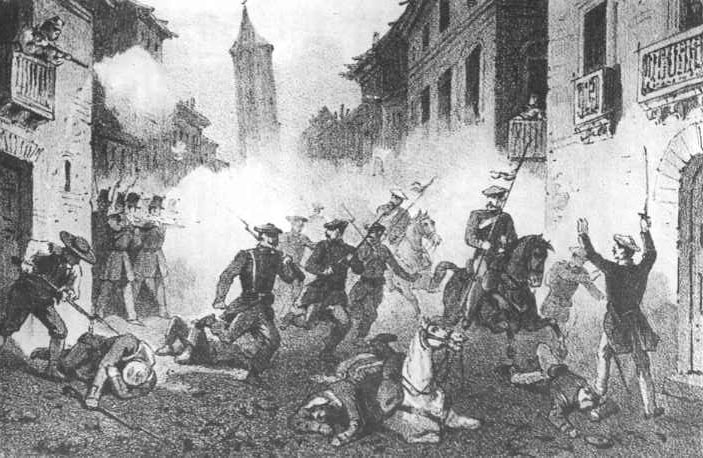
Primul război carlist

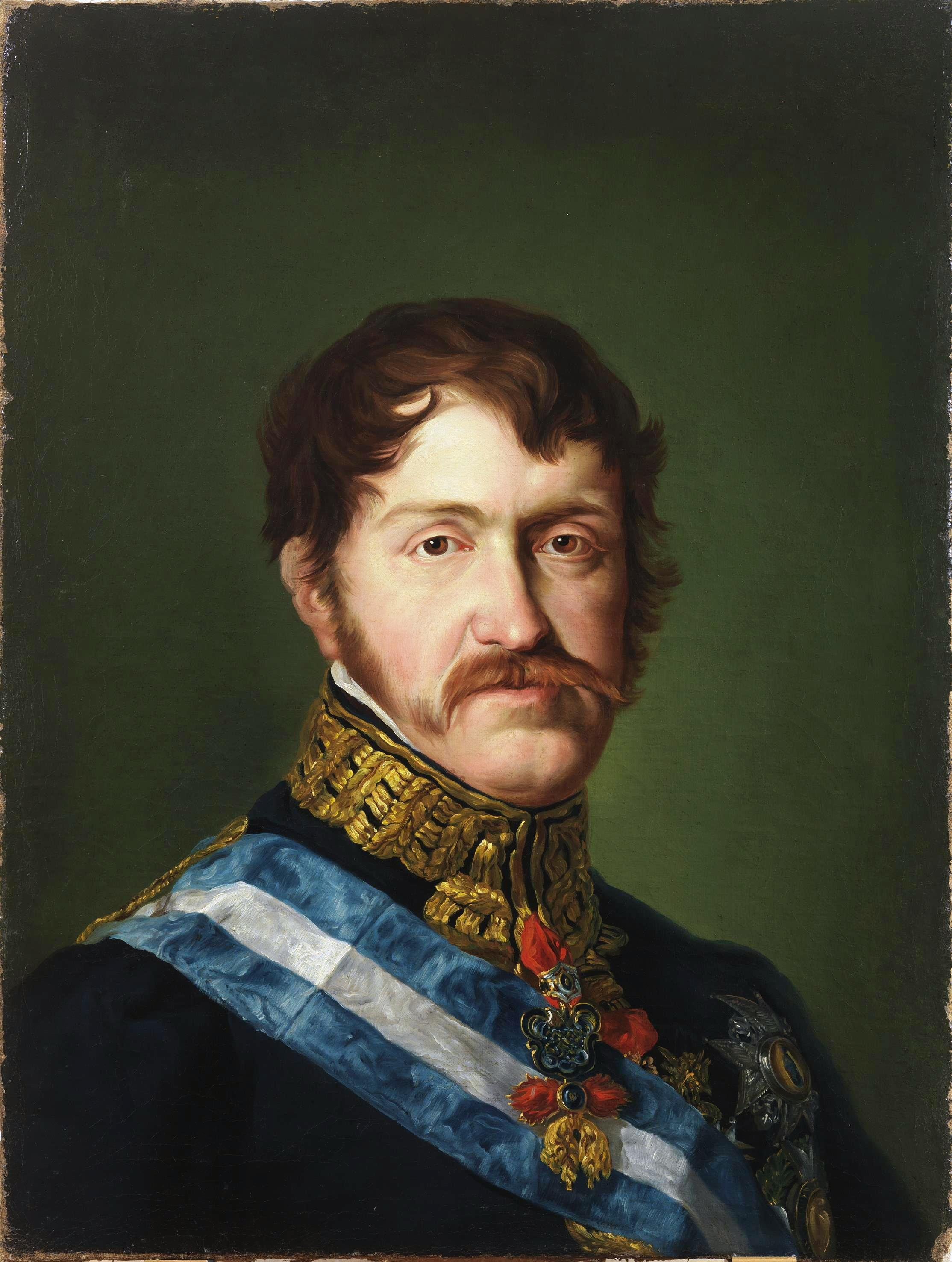
Carlos de Burbon-Parma

Războaiele carliste din Spania au fost ultimele războaie civile importante din Europa în care diferiți pretendenți s-au luptat pentru accesul la tron. De mai multe ori în perioada 1833 – 1876 carliștii — adepți ai infantelui Carlos și descendenților săi — grupați sub lozinca „Dumnezeu, Patria și Regele”, au luptat pentru păstrarea tradițiilor spaniole (legitimism și catolicism) împotriva guvernelor liberale și, mai târziu, republicane. 
Când regele Ferdinand al VII-lea a murit în 1833, cea de-a patra sa soție Maria Cristina a devenit regent pentru fiica lor minoră Isabella a II-a. Situația a împărțit țara în două facțiuni – „Cristinos” (sau „Isabelinos”) și „Carliști”. Isabelinii erau suporterii reginei și ai guvernului ei. Carliștii erau loiali infantelui Carlos de Burbon-Parma, un pretendent la tron, care era fratele regelui mort, care nu era de acord cu validitatea Pragmatica Sancțiune din 1830, care abolea Legea Salică. (Infantele se născuse mai înainte de 1830). 
- Primul război carlist a durat șapte ani și luptele s-au dat în aproape întreaga țară, dar conflictul principal s-a centrat în fiefurile carliste Țara Bascilor, Aragon, Catalonia și Valencia.

- Al doilea război carlist a fost o rebeliune de mai mică amploare din Catalonia care a durat din 1846 până în 1849. Rebelii au încercat să instaleze pe tronul Spaniei pe Carlos Luis de Borbón-Braganza. În Galicia, rebeliunea a fost înăbușită de generalul Ramón María Narváez.

- Al treilea război carlist a început ca urmare a detronării unui monarh și a abdicării unui altuia. Regina Isabela a II-a a fost detronată de o conspirație a generalilor liberali în 1868, iar Spania a ajuns într-o situație delicată. Cortesurile au înlocuit pe regina detronată cu Amedeo, ducele de Aosta, al doilea fiu al regeului Victor Emanuel al II-lea al Italiei. După alegerile din 1872 a dus la violențe împotriva candidaților carliști. Pretendentul carlist, Carlos Borbón y Austria-Este, a decis că doar forța armelor îi vor aduce tronul. Al treilea război carlist a durat din 1872 până în 1876.

- Războiul civil spaniol (1936-1939) a fost considerat de carliști ca o cruciadă împotriva statului secular spaniol. În ciuda victoriei împotriva Republicii Spaniole, Francisco Franco a respins pretențiile monarhiste ale carliștilor, a absorbit milițiile lor în armata națională și partidul lor, (Comunión Tradicionalista) în Falangele Spaniole.